# Linha Saracuruna
A Linha Saracuruna: Central do Brasil ↔ Saracuruna  é uma das linhas da Supervia.

## Histórico
Esta linha foi um dos que mais sofreram modificações desde a concessão de sua operação para a Supervia. Em 1998, data da concessão da linha, ela circulava somente entre as estações de Barão de Mauá (posteriormente renomeada para Estação Leopoldina e atualmente desativada) e Gramacho. Na estação Gramacho havia uma transferência para as linhas Vila Inhomirim e Guapimirim utilizando bitola métrica em linha singela e operando com trens a diesel.
Duas mudanças significativas ocorreram na linha. A primeira foi que os trens passaram a circular a partir da Estação Central do Brasil, compartilhando o trecho entre as estações de Triagem e Central do Brasil com a linha Belford Roxo, o que limita o tráfego das duas linhas, especialmente no que se refere às manobras feitas próximas à estação Triagem. A segunda foi a construção do trecho em bitola larga eletrificada, mas ainda em via singela entre as estações de Gramacho e Saracuruna, além da completa reforma das três estações deste trecho. 
Essas medidas foram importantes, pois esta linha compartilhava seu tráfego com os trens de carga, o que aumentava consideravelmente o intervalo entre os trens de passageiros da linha. Com a troca da bitola métrica (1,00m) pela bitola larga (1,60m), e a reforma das estações deste trecho, esta linha agora segue diretamente até a estação Saracuruna, onde é possível fazer baldeação com a Linha Vila Inhomirim e a Linha de Guapimirim, ambas operada pela SuperVia em bitola métrica, que aguardam também o alargamento da bitola e a eletrificação de seus ramais.
Com essas intervenções nesta linha, as partidas nos horários de maior movimento passaram a ser em média a cada 10 minutos entre as estações de Gramacho e Central do Brasil. Entre as estações de Saracuruna e Central do Brasil são agora de 30 minutos. Antes da troca da bitola entre as estações de Saracuruna e Gramacho este intervalo era de mais de 1 hora, mas ainda existe limitação em função de haver somente uma linha singela e eletrificada nesse trecho.
Esta linha passa por toda a parte da Zona Norte do Rio de Janeiro conhecida como Zona da Leopoldina, com bairros como Bonsucesso, Ramos, Olaria, Penha. Ainda passa por Duque de Caxias, o maior pólo da Baixada Fluminense. Apesar disso a demanda desta linha é inferior ao seu potencial por causa de ausência de integração com ônibus nos municípios de Guapimirim, Magé,  Duque de Duque de Caxias e Rio de Janeiro, que além disso competem através de linhas expressas que percorrem a Avenida Brasil com destino ao Centro do Rio de Janeiro e com inúmeras linhas sobrepostas ao trajeto dos trens.
Este problema ocorre especialmente em Duque de Caxias onde o preço da tarifa dos ônibus não é tão superior ao dos trens para que justifique longas caminhadas ou o uso de bicicletas até a estação mais próxima, como ocorre na linha Japeri. Outro fato que também agrava este problema é a ausência de estações no trecho entre as estações de Duque de Caxias e Gramacho e o excesso de estações muito próximas entre as de Vigário Geral e Penha.
A Estação Corte 8, entre Duque de Caxias e Gramacho foi inaugurada em Março de 2013.
Em abril de 2015, o ramal foi seccionado nos dias úteis (ou seja dividido em dois trechos) Central do Brasil - Gramacho e Gramacho - Saracuruna, sendo que para seguir viagem de trem para Saracuruna nos dias úteis é necessário fazer uma transferência na Estação Gramacho, exceto nos fins de semana e feriados onde os trens vão direto da Estação Central do Brasil a Estação Saracuruna sem necessidade de transferência na Estação Gramacho.

## Informações Técnicas

### Alimentação
Como boa parte da rede da SuperVia, a Linha Saracuruna é operada através de catenárias em 3000v.

## Estações
| Trigrama | Estação           | Tempo de Percurso (min) | Comentários | Bairro            | Município       |
| -------- | ----------------- | ----------------------- | --- | ----------------- | --------------- |
| CBL      | Central do Brasil | —                       | Transferência para as linhas Santa Cruz, Japeri e Belford Roxo e integração com as linhas 1 e 2 do Metrô e 2 e 3 do VLT. Antiga estação Dom Pedro II. | Centro            | Rio de Janeiro  |
| SCO      | São Cristóvão     | 5                       | Transferência para as linhas Santa Cruz, Japeri e Belford Roxo e integração com a linha 2 do Metrô. Fica perto da Quinta da Boa Vista e do Museu Nacional. Fica a alguns minutos de caminhada da Clínica Veterinária Municipal do Rio de Janeiro.                            | São Cristóvão     | Rio de Janeiro  |
| MNA      | Maracanã          | 7                       | Transferência para as linhas Santa Cruz, Japeri e Belford Roxo e integração com a linha 2 do Metrô. Fica perto da Universidade do Estado do Rio de Janeiro, do Estádio Jornalista Mário Filho e da Escola de Samba Estação Primeira de Mangueira. Antiga estação Derby Club. | Maracanã          | Rio de Janeiro  |
| TGM      | Triagem           | 11                      | Transferência para a linha Belford Roxo e integração com a linha 2 do Metrô. Antiga Parada Silva e Souza. | Benfica           | Rio de Janeiro  |
| MGS      | Manguinhos        | 14                      | Antiga estação Amorim e estação Carlos Chagas. | Manguinhos        | Rio de Janeiro  |
| BCO      | Bonsucesso        | 16                      | Fica a poucos minutos do Centro Universitário Augusto Motta e em frente a Praça das Nações. | Bonsucesso        | Rio de Janeiro  |
| RMS      | Ramos             | 18                      | Fica a poucos minutos de caminhada da escola de samba Imperatriz Leopoldinense. | Ramos             | Rio de Janeiro  |
| ORA      | Olaria            | 21                      | Chamada de estação Pedro Ernesto nos anos 60. Fica em frente a Estação Olaria do BRT TransCarioca. Próximo da sede do bloco Cacique de Ramos. | Olaria            | Rio de Janeiro  |
| PHA      | Penha             | 24                      | Fica a poucos minutos de caminhada do BRT TransCarioca (Estações Penha I e Penha II), do clássico Parque Shanghai e da famosa Igreja da Penha. | Penha             | Rio de Janeiro  |
| PCR      | Penha Circular    | 26                      | Não confundir com Penha. Fica perto do Hospital Estadual Getúlio Vargas e do Hospital Mário Kroeff, além do Parque Ary Barroso e da Arena Carioca Dicró. | Penha Circular    | Rio de Janeiro  |
| BPA      | Brás de Pina      | 28                      | Fica a poucos minutos de caminhada da Paróquia de Santa Cecília. | Brás de Pina      | Rio de Janeiro  |
| CDL      | Cordovil          | 30                      | | Cordovil          | Rio de Janeiro  |
| PLS      | Parada de Lucas   | 32                      | Fica do lado do viaduto da Avenida Brasil sobre a linha férrea. | Parada de Lucas   | Rio de Janeiro  |
| VGL      | Vigário Geral     | 35                      | Última estação do ramal no município do Rio de Janeiro. | Vigário Geral     | Rio de Janeiro  |
| DCS      | Duque de Caxias   | 39                      | Antiga estação Meriti. | Centro            | Duque de Caxias |
| COO      | Corte 8           | 43                      | Centésima estação a ser aberta. Inaugurada em março de 2013. | Vila Carolina     | Duque de Caxias |
| GCO      | Gramacho          | 47                      | Transferência entre trens. Antiga estação Sarapuí. | Vila Sarapuí      | Duque de Caxias |
| —        | São Bento         | —                       | Desativado e demolido |                   | Duque de Caxias |
| CES      | Campos Elíseos    | 54                      | Antiga estação Atura. | Vila Actura       | Duque de Caxias |
| JPA      | Jardim Primavera  | 58                      | | Jardim Primavera  | Duque de Caxias |
| SNA      | Saracuruna        | 62                      | Transferência para as linhas Vila Inhomirim e Guapimirim. Antiga estação Rosário. | Parque Uruguaiana | Duque de Caxias |